# Enarmoniini
Los enarmoninos (Enarmoniini) son una tribu de lepidópteros ditrisios de la familia Tortricidae.  Tiene los siguientes géneros.

## Géneros
- Aemulatrix - Aglaogonia - Anathamna - Ancylis - Ancylophyes - Anthozela - Argyroptocha - Argyrotoza - Balbidomaga - Cimeliomorpha - Crocostola - Cyphophanes - Dasodis - Dasybregma - Embolostoma - Enarmonia - Enarmoniodes - Eucosmogastra - Eucosmomorpha - Fibuloides - Ganaballa - Genetancylis - Helictophanes - Heteroschistis - Hystrichophora - Irianassa - Loboschiza - Metaselena - Neoanathamna - Oriodryas - Paranthozela - Periphoeba - Protancylis - Pseudacroclita - Pseudancylis - Pseudophiaris - Pternidora - Semnostola - Sillybiphora - Syngamoneura - Taiwancylis - Tetramoera - Thymioptila - Thysanocrepis - Tokuana - Toonavora.[1][2]